# Entronque Laredo-Salinas Victoria
Entronque Laredo-Salinas Victoria är en ort i Mexiko.   Den ligger i kommunen Ciudad Apodaca och delstaten Nuevo León, i den centrala delen av landet, 700 km norr om huvudstaden Mexico City. Entronque Laredo-Salinas Victoria ligger 451 meter över havet och antalet invånare är 2 758.
Terrängen runt Entronque Laredo-Salinas Victoria är platt, och sluttar brant österut. Runt Entronque Laredo-Salinas Victoria är det mycket tätbefolkat, med 1 361 invånare per kvadratkilometer. Närmaste större samhälle är Ciudad General Escobedo, 9,5 km sydväst om Entronque Laredo-Salinas Victoria. Trakten runt Entronque Laredo-Salinas Victoria består i huvudsak av gräsmarker.